# Brahmana flavomarginata
Brahmana flavomarginata är en bäcksländeart som beskrevs av Wu, C.F. 1962. Brahmana flavomarginata ingår i släktet Brahmana och familjen jättebäcksländor. Inga underarter finns listade i Catalogue of Life.